# Académie des Antilles et de la Guyane
L'académie des Antilles et de la Guyane est, dans le système éducatif français, une académie disparue qui était compétente sur les départements d'outre-mer des Antilles (Guadeloupe et Martinique) et de la Guyane.
Elle a existé à compter du 1er septembre 1973. Auparavant, l'administration de l'Éducation nationale sur les territoires correspondants était assurée par des vice-rectorats.
En 1974, le siège de son rectorat a été fixé à Fort-de-France, en Martinique, et celui de sa chancellerie à Pointe-à-Pitre, en Guadeloupe.
Elle a disparu à compter du 1er janvier 1997, lorsqu'elle a été scindée en trois académies distinctes, pour chacun des départements la constituant : académie de la Guadeloupe, académie de la Martinique et académie de la Guyane.

## Historique des recteurs
Les recteurs de l'académie des Antilles et de la Guyane ont été successivement, :
| Recteur              | Décret de nomination |        |
| -------------------- | -------------------- | ------ |
| Jean-Pierre Lassale  | 31 août 1973         | [ 4 ]  |
| François Doumenge    | 23 juillet 1976      | [ 5 ]  |
| Jean-Pierre Chaudet  | 15 juin 1979         | [ 6 ]  |
| Bertène Juminer      | 31 décembre 1981     | [ 7 ]  |
| Gabriel Catayée      | 18 février 1987      | [ 8 ]  |
| Claude Lambert       | 17 août 1988         | [ 9 ]  |
| Michel Heon          | 28 mai 1990          | [ 10 ] |
| Jean-Pierre Doumenge | 24 mars 1994         | [ 11 ] |
| Michèle Rudler       | 18 janvier 1996      | [ 12 ] |